# Happiness×3 Loneliness×3
「Happiness×3 Loneliness×3」（ハピネス・ハピネス・ハピネス ロンリネス・ロンリネス・ロンリネス）は、TM NETWORKの31枚目のシングル。

## 背景

### Happiness×3 Loneliness×3

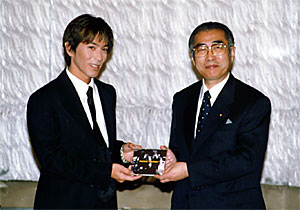
1999年10月20日、内閣総理大臣官邸にて内閣総理大臣小渕恵三（右）と

日本テレビ系『コムロ式』エンディングテーマ及び『1999年度 麻薬・覚醒剤乱用防止キャンペーンソング』に起用された。小渕恵三内閣総理大臣（当時）からの依頼で書き下ろされ、曲の完成時にはTM NETWORKの3人がマスターテープを首相官邸まで持参し、1999年10月20日に小渕のもとに贈呈した。

### 80's
トヨタ自動車『タウンエースノア』『ライトエースノア』のCMソングとして起用された。
シングルとCMとではアレンジ、メロディが異なる。

## 音楽性

### Happiness×3 Loneliness×3
ラテン系のリズムでフラメンコなギターが使用されている。フリオ・イグレシアスJr.、シーラ・E、王力宏によってカバーされている。

### 80's
タイトル通り80年代のTMサウンドを意識して作ったという（とはいえ、その当時多用していたヤマハ・DXシリーズのFM音源のサウンドではなくTRITON等のPCM音源のサウンドでアレンジされていることもあり、雰囲気は異なっている）。歌詞は「NERVOUS」や「SEVEN DAYS WAR」を意識した、若者に向けたメッセージソングとなっている。

## ミュージック・ビデオ
ミュージック・ビデオは、フリオ・イグレシアスJr.、シーラ・E、ウォン・リー・フォンのカバー曲と、原曲をコラージュしたバージョンとなっている。

## リリース
1999年12月22日に、SMEJ Associated RecordsのレーベルであるTRUE KiSS DiSCから発売された。
「Happiness×3 Loneliness×3」のカバー・バージョンを収録されたコンピレーションCDも同時発売された。ミュージック・ビデオで小室が本作のオファーを受けた切っ掛けもコンピレーション盤の制作を依頼されたのが決定打であり、「色んな言語で僕の歌を歌ってもらえるのが魅力だった」と語っている。

## 収録曲

### TM NETWORK盤 (AICT-1159)
| 全編曲: 小室哲哉。 |                                            |                                    |           |       |
| #                  | タイトル                                   | 作詞                               | 作曲      | 時間  |
| 1.                 | 「Happiness×3 Loneliness×3」               | 小室みつ子・SHUNZO ABE(SUPERVISOR) | 小室哲哉  | 4:38  |
| 2.                 | 「80's」                                   | 小室みつ子                         | 木根尚登  | 4:39  |
| 3.                 | 「Happiness×3 Loneliness×3」(INSTRUMENTAL) |                                    |           | 3:18  |
| 合計時間:          | 合計時間:                                  | 合計時間:                          | 合計時間: | 12:35 |

### コンピレーション盤 (AICT-1151)
| 全作曲: 小室哲哉。 |                                                       |                                |            |                        |      |
| #                  | タイトル                                              | 作詞                           | 作曲・編曲 | 編曲                   | 時間 |
| 1.                 | 「Happiness×3 Loneliness×3」(TM NETWORK)              | 小室みつ子                     | 小室哲哉   | 小室哲哉               | 4:38 |
| 2.                 | 「Happiness×3 Loneliness×3」(JULIO IGLESIAS JR.)      | 小室みつ子, アナマリア・ロンボ | 小室哲哉   | ロドルフォ・カスティロ | 4:48 |
| 3.                 | 「Happiness×3 Loneliness×3」(SHEILA E)                | 小室みつ子, ギサ・バットキー   | 小室哲哉   | SHEILA E               | 4:46 |
| 4.                 | 「Happiness×3 Loneliness×3」(王力宏)                  | 小室みつ子, 于光中             | 小室哲哉   | 王力宏                 | 4:41 |
| 5.                 | 「Happiness×3 Loneliness×3 (Radio Edit)」(TM NETWORK) | 小室みつ子                     | 小室哲哉   | 小室哲哉               | 4:14 |
| 合計時間:          | 合計時間:                                             | 合計時間:                      | 合計時間:  | 23:07                  |      |

## クレジット

### TM NETWORK盤 (AICT-1159)
- Produced : 小室哲哉
- Percussion : SHEILA.E(#1,3)
- Background Vocals : Gisa Vatcky, Kenya Hathaway(#1,3)
- Mixed : Bob Brockman(#1,3), Chris Puram(#2)
- Art Direction, Design : たけだゆか, おおはしもとき
- Photography : 平間至

## カバー
Happiness×3 Loneliness×3
- 566 - 2000年1月26日、シングル。566のメンバーによる補作詞で「ハッピーです×3 ロンリーです×3」としてカバー。

## 収録アルバム
Happiness×3 Loneliness×3
- キヲクトキロク (Club Mix)
- TM NETWORK ORIGINAL SINGLES 1984-1999
- TM NETWORK ORIGINAL SINGLE BACK TRACKS 1984-1999 (Instrumental)

80's
- Welcome to the FANKS!
- TM NETWORK ORIGINAL SINGLES 1984-1999
- TM NETWORK ORIGINAL SINGLE BACK TRACKS 1984-1999 (オリジナル・カラオケ)